# Nationale Actiepartij
De Nationale Actiepartij (Spaans: Partido Acción Nacional, PAN) is een van de grote politieke partijen van Mexico. De partij geldt als conservatief. De bijnaam van de PAN is blanquiazul, hetgeen blauw en wit betekent en verwijst naar de kleuren van het partijlogo. Aanhangers van de partij worden panistas genoemd.

## Geschiedenis

### Eerste jaren
De PAN is opgericht in 1939 door de tegenstanders van de Partij van de Mexicaanse Revolutie (PRM), de eenheidspartij die in 1929 was voortgekomen uit de Mexicaanse Revolutie. Oprichter van de partij en de eerste partijvoorzitter was Manuel Gómez Morín, een econoom en voormalig rector van de Nationale Autonome Universiteit van Mexico (UNAM). Enkele van de oprichters waren voormalige cristero's, maar de meeste aanhangers waren gematigde katholieken die in de traditie van de Nationale Katholieke Partij (PCN) stonden.
De PAN werd al relatief snel een van de belangrijkste partijen in oppositie tegen de PRM, in 1946 hernoemd tot de Institutioneel Revolutionaire Partij (PRI). In 1946 werden de eerste PAN-kandidaten in de Kamer van Afgevaardigden gekozen en de eerste PAN-burgemeester volgde een jaar later in Quiroga in de staat Michoacán. In 1952 was Efraín González Luna de eerste presidentskandidaat namens de PAN, hoewel de partij bij eerdere presidentsverkiezingen al kandidaten van andere partijen had ondersteund. De partij werd vaak gedwarsboomd door de PRI; nadat aanhangers van de PAN in 1946 protesteerden over het feit dat de PRI de oppositiekandidaat in de burgemeestersverkiezingen in de stad León de zege was ontstolen openden ordetroepen het vuur op de demonstranten, waarbij 27 doden vielen.

### Verzet tegen de PRI
In tegenstelling tot de meeste andere oppositiepartijen, de zgn. satellietpartijen, steunde de partij nooit de PRI en voer ze altijd een eigen koers. Hoewel een groot deel van haar aanhang bestond uit conservatieve katholieken, stond de partij een beleid voor dat dicht bij het politieke centrum lag, en liet ze zich inspireren door de christendemocratische partijen uit Europa. In de jaren 50 werden de rangen aangevuld met enkele gematigde leden van de Nationaal Synarchistische Unie (UNS), een ultraconservatieve beweging die verscheurd werd door interne twisten. De partij haalde ook veel van haar aanhang uit de middenklasse en kleine ondernemers. Vanaf de jaren 50 kon de PAN tijdens landelijke verkiezingen telkens op de steun van zo'n 10% van de bevolking rekenen, waardoor ze de grootste partij naast de PRI was. In 1963 wist PAN-voorzitter Adolfo Christlieb Ibarrola bij de president Adolfo López Mateos een wijziging in het kiessysteem te bedingen waardoor een deel van de congreszetels werden toebedeeld op basis van evenredige vertegenwoordiging in plaats van een districtenstelsel, zodat de verhoudingen in de Kamer van Afgevaardigden iets meer in overeenstemming kwamen te liggen met de keuze van het electoraat. Op lokaal niveau wist de PRI de PAN echter nog altijd van het bestuur af te houden, waarbij regelmatig gebruik werd gemaakt van verkiezingsfraude.
Christlieb moest na kritiek onder conservatieven in zijn partij in 1969 aftreden als voorzitter. In de daaropvolgende jaren bestond er grote verdeeldheid over de te volgen koers; sommige leden wilden de PAN in het politieke centrum houden, terwijl anderen een openlijker conservatieve koers voorstonden, terwijl de leden het ook niet eens waren over de manier waarop men de dominantie van de PRI moest bestrijden. In 1976 liet de partij de presidentsverkiezingen aan zich voorbijgaan. Wel won de partij in deze tijd voor het eerst een aantal burgemeestersverkiezingen in grote steden, waaronder Mérida, Veracruz, Mexicali en San Luis Potosí. Regionale en landelijke PRI-bestuurders maakten het de PAN-burgemeesters het echter onmogelijk te regeren en gingen soms zelfs zover PAN-politici onder valse redenen af te zetten, zodat zij na een termijn gediend te hebben weer het veld moesten ruimen.

### Eerste overwinningen en opkomst van hetneopanismo
Door de economische crisis die begin jaren 80 losbrak en wetswijzigingen die de rechten voor oppositiepartijen enigszins verruimden, begon de PAN in de jaren 80 te groeien. Pablo Emilio Madero haalde in 1982 15,68% van de stemmen bij de presidentsverkiezingen en het aantal PAN-zetels in de Kamer van Afgevaardigden verdubbelde in dit decennium. In 1985 leek de partij door te breken met een overwinning van Fernando Canales Clariond in de gouverneursverkiezingen in Nuevo León, doch volgens de officiële maar waarschijnlijk vervalste uitslag won de PRI-kandidaat, ondanks wekenlange straatprotesten van PAN-aanhangers. Een jaar later gebeurde iets vergelijkbaars in Chihuahua. In 1988 was Manuel Clouthier presidentskandidaat en haalde 17,07% van de stemmen. In deze verkiezingen hadden de linkse partijen voor het eerst een gezamenlijke kandidaat in de persoon van Cuauhtémoc Cárdenas, die waarschijnlijk de verkiezingen zou hebben gewonnen als er geen fraude was gepleegd. Omdat de macht van de PRI nu niet meer vanzelfsprekend was zocht president Carlos Salinas bondgenoten om zijn positie te kunnen behouden, zodat hij zich gedwongen zag concessies te doen aan de PAN. In 1989 erkende de PRI voor het eerst een overwinning van de PAN in gouverneursverkiezingen, toen Ernesto Ruffo Appel tot gouverneur van Neder-Californië werd gekozen, en twee jaar later werd Héctor Terán Terán, ook uit Neder-Californië, de eerste PAN-senator.
In deze tijd kwam ook de moderne vleugel van de PAN tevoorschijn, de zogenaamde neopanistas, die zich afzetten tegen het idee dat de PAN een brede centrumpartij zou moeten zijn en meer radicaal conservatief waren. Belangrijke neopanistas waren naast Ruffo Appel en Clouthier partijvoorzitter Luis H. Álvarez, Diego Fernández de Cevallos, presidentskandidaat in 1994 en Francisco Barrio. Veel neopanistas waren oorspronkelijk zakenlieden. De neopanistas worden wel vergeleken met de neoconservatieven in de Verenigde Staten. Een aantal prominente PAN-leden van het eerste uur waren echter ontevreden over deze ontwikkeling, omdat zij bang waren dat de PAN slechts een partij voor de rijken zou worden. Tegenstanders van het neopanisme vormden het 'Democratisch en Doctrinair Forum', geleid door onder anderen Jesús González Schmal en José González Torres en beschuldigden de partij ervan een elitepartij te zijn die slechts oog had voor de rijken. Sommigen meenden dat extreemrechts in de partij aan de touwtjes trok. In 1992 stapten zij uit de PAN en een deel van deze oud-PAN-leden zou later aan de basis staan van de sociaaldemocratische partij Convergentie.
In de jaren 90 zette de groei zich voort met meerdere gouverneurszetels in onder andere Chihuahua, Guanajuato, Yucatán en Jalisco.

### Aan de macht
In 2000 werd bij presidentsverkiezingen PAN-kandidaat Vicente Fox, voormalig directeur van Coca Cola-FEMSA en rancher uit de staat Guanajuato, tot president gekozen, zodat de PRI voor het eerst in 71 jaar de macht kwijtraakte. Fox was aanvankelijk populair omdat hij het machtsbastion van de PRI wist te breken. Maar omdat hij, vooral in economisch opzicht, grotendeels dezelfde koers als de PRI bleef volgen en zijn verkiezingsbeloftes niet kon waarmaken, nam de steun af. De partij kreeg harde klappen bij de regionale en lokale verkiezingen in 2003, 2004 en 2005. De PAN verloor onder andere het gouverneurschap van de staat Chihuahua, waar de partij in de jaren 80 haar eerste grote successen haalde, aan de PRI. In 2006 herstelde de partij zich echter weer. In de presidentsverkiezingen van 2006 wist voormalig minister van energie Felipe Calderón zeer nipt de omstreden presidentsverkiezingen te winnen, terwijl de PAN voor het eerst in haar geschiedenis de grootste partij werd in het Congres. Op 1 december werd Calderón ingehuldigd als president.
Opnieuw wist de partij echter haar winst niet vast te houden, en sinds 2006 is het voor de PAN teleurstellend verlopen. Onder andere de staten Yucatán en Querétaro is zij kwijtgeraakt aan de PRI. Bij de Congresverkiezingen van 2009 leed de partij een gevoelige nederlaag. Zij wist slechts 143 zetels te winnen, het slechtste resultaat sinds 1994.
Presidentskandidate voor de presidentsverkiezingen van 2012 was voormalig minister van onderwijs Josefina Vázquez Mota. Zij was de eerste vrouw die voor een grote partij een gooi deed naar het presidentschap van Mexico. Ze behaalde een teleurstellende derde plaats met 25% van de stemmen. In 2018, met Ricardo Anaya Cortés als kandidaat, behaalde de partij slechts 22%. In 2024, met Xóchitl Gálvez als kandidaat, behaalde de partij 16.04%.

## Ideologie
Volgens de officiële ideologie is de partij links noch rechts, en verwerpt de partij een principiële ideologische stellingname om politieke kwesties per geval te bekijken, doch normaliter geldt de partij als rechts of centrumrechts. Manuel Gómez Morín, die de partij had opgericht en in de eerste jaren de belangrijkste partijideoloog was, verzette zich uitdrukkelijk tegen het aanmerken van de PAN als conservatief, iets waar veel hedendaagse PAN-politici veel minder moeite mee hebben. De PAN wordt vaak vergeleken met de Republikeinse Partij van de Verenigde Staten.
Van oudsher geldt de PAN als rooms-katholiek, hoewel het volgens de Mexicaanse grondwet verboden is politieke bewegingen op religie te baseren, zodat verwijzingen naar het katholicisme in officiële partijdocumenten niet voorkomen, hoewel de PAN wel lid is van de Christendemocratische Internationale en de Christendemocratische Organisatie van Amerika. De PAN is een uitgesproken tegenstander van de legalisering van abortus, euthanasie, geregistreerd partnerschap voor homoseksuelen en seksuele voorlichting op scholen. Het is wel voorgekomen dat ultraconservatieve PAN'ers een kunstwerk hebben vernield omdat ze het "immoreel" vonden. In de noordelijke staat Neder-Californië hebben PAN-bestuurders zware politieke druk uitgeoefend om een tienermeisje dat verkracht was ervan te weerhouden abortus te plegen. Dergelijke opvattingen worden echter niet door de gehele PAN gesteund; vooral PAN-bestuurders in het noorden van Mexico zijn, hoewel wel economisch conservatief, vaak progressiever in hun andere opvattingen, en het is zelfs wel voorgekomen dat noordelijke PAN-politici zich hebben uitgesproken voor legalisering van softdrugs om de macht van de drugskartels te breken. De Bajío, de hoogvlakte in het westen van Mexico, geldt daarentegen traditioneel als het bolwerk van het Mexicaanse conservatisme, zodat PAN-politici uit de Bajíostaten (voornamelijk Jalisco en Guanajuato) er de meest conservatieve opvattingen op nahouden; verschillende PAN-politici uit die staten hebben zich bijvoorbeeld uitgesproken voor een verbod op voorbehoedsmiddelen, minirokjes en vloeken.
In het verleden stond de partij een economisch beleid voor dat was geïnspireerd door de christendemocratie zoals die bestond in Europa en Zuid-Amerika, en gold de Chileense president Eduardo Frei Montalva als voorbeeld. Vandaag de dag is de partij meer uitgesproken voorstander van de neo-liberale vrije markteconomie en hervorming van de verzorgingsstaat.

## Electoraat
De PAN is de tweede partij van Mexico. In 2020 levert zij 78 (van de 500) zetels in de Kamer van Afgevaardigden, 25 (van de 128) in de Kamer van Senatoren en negen gouverneurs. De PAN is sterk vertegenwoordigd in de meeste grote steden, met als grote uitzondering Mexico-Stad. Ook is de partij sterk in de noordelijke deelstaten, in de Bajío en in Yucatán. In Mexico-Stad en Zuid-Mexico is haar aanhang het kleinst. In Guanajuato, de meest katholieke staat van Mexico, kan de partij doorgaans op meer van de helft van de stemmen rekenen terwijl de partij in Guerrero en Tabasco niet boven de tien procent uitkomt. Groepen waaronder traditioneel een grote aanhang voor de PAN bestaat, zijn naast katholieken ondernemers en de middenklasse. Over het algemeen stemmen iets meer vrouwen dan mannen op de partij. De huidige partijvoorzitter is Marko Cortés.

## Presidentskandidaten
- 1940: Juan Andrew Almazán (geen officiële partijkandidaat, wel door de meeste leden gesteund)
- 1946: Jesús A. Castro (geen officiële partijkandidaat, wel door de meeste leden gesteund)
- 1952: Efraín González Luna
- 1958: Luis H. Álvarez
- 1964: José González Torres
- 1970: Efraín González Morfín
- 1976: niet deelgenomen
- 1982: Pablo Emilio Madero
- 1988: Manuel Clouthier
- 1994: Diego Fernández de Cevallos
- 2000: Vicente Fox
- 2006: Felipe Calderón
- 2012: Josefina Vázquez Mota
- 2018: Ricardo Anaya Cortés
- 2024: Xóchitl Gálvez

## Partijvoorzitters
- 1939-1949: Manuel Gómez Morín
- 1949-1956: Juan Gutiérrez Lascuráin
- 1956-1958: Alfonso Ituarte Servín
- 1958-1962: José González Torres
- 1962-1968: Adolfo Christlieb Ibarrola
- 1968-1969: Ignacio Limón Maurer
- 1969-1972: Manuel González Hinojosa
- 1972-1975: José Ángel Conchello
- 1975: Efraín González Morfín
- 1975: Raúl González Schmall
- 1975-1978: Manuel González Hinojosa
- 1978-1984: Abel Vicencio Tovar
- 1984-1987: Pablo Emilio Madero
- 1987-1993: Luis H. Álvarez
- 1993-1996: Carlos Castillo Peraza
- 1996-1999: Felipe Calderón Hinojosa
- 1999-2005: Luis Felipe Bravo Mena
- 2005-2007: Manuel Espino
- 2007-2009: Germán Martínez
- 2009-2010: César Nava
- 2010- maart 2014: Gustavo Madero Muñoz
- maart - mei 2014: Cecilia Romero Castillo
- mei- september 2014: Gustavo Madero Muñoz
- september 2014 - januari 2015: Ricardo Anaya Cortés
- januari - augustus 2015: Gustavo Madero Muñoz
- augustus 2015 - december 2017: Ricardo Anaya Cortés
- december 2017 - augustus 2018: Damián Zepeda Vidales
- augustus - november 2018: Marcelo Torres Cofiño
- november 2018 - heden: Marko Cortés Mendoza